# Deutz F2L 612/4
Der Deutz F2L 612/4, auch als F2L 612/54 geführt, ist ein Schlepper, den Klöckner-Humboldt-Deutz von 1954 bis 1956 herstellte. Mit diesem Modell konnte Deutz die Lücke zwischen dem F1L 514/51 und dem F2L 514/54 schließen. Viele Komponenten wie etwa die Vorderachse, die Lenkung und das Getriebe wurden vom F1L 514/51 übernommen. Zusätzlich verfügt der Schlepper über ein Vorschaltgetriebe. Die Typenbezeichnung nennt die wesentlichen Motorkenndaten: Fahrzeugmotor mit 2-Zylindern und Lüftkühlung der Baureihe 6 mit einem Kolbenhub von 12 cm. Hinter dem Schrägstrich wird die eigentliche Modellnummer angegeben.
Der Zweizylinder-Dieselmotor mit 1526 cm³ Hubraum leistet 22 PS und wird mit Luft gekühlt. Das Getriebe stammt von Deutz und hat neun Vorwärtsgänge sowie zwei Rückwärtsgänge.
Nach zwei Jahren erschien das Nachfolgemodell F2L 612/5 mit 24 PS, neuer Vorderachse und geändertem Getriebe. Zudem wurde die Sparversion F2L 612/6 mit nur 18 PS und ohne Gruppenschaltung angeboten.